# Tour of Chongming Island World Cup 2014
Cet article concerne l'épreuve de Coupe du monde. Pour la course par étapes, voir Tour de l'île de Chongming 2014.
La 5e édition de la Tour of Chongming Island World Cup (littéralement Coupe du monde du Tour de l'île de Chongming) a lieu le 18 mai 2014. C'est la cinquième épreuve de la Coupe du monde de cyclisme sur route féminine 2014. Elle est remportée par la Néerlandaise Kirsten Wild.

## Équipes
| Équipes féminines professionnelles (11)- Alé Cipollini - Astana BePink Womens - Boels Dolmans - China Chongming-Giant-Champion System - Estado de México-Faren - Giant-Shimano - Hitec Products - Parkhotel Valkenburg - RusVelo - Servetto Footon - Wiggle Honda Équipes nationales (7)- Australie - Corée du Sud - France - Indonésie - Taïwan - Thaïlande - Ukraine |
| |

## Parcours
La course passe le pont nord de Chongming long de 10 km. Elle sillonne sinon des routes très larges de l'île de Chongming. Le parcours est parfaitement plat.

## Favorites
Kirsten Wild vient de remporter le Tour de l'île de Chongming et fait figure de favorite.

## Récit de la course
La météo est pluvieuse et venteuse.  Sarah Olsson gagne le prix de monts. Rebecca Wiasak remporte les deux premiers sprint intermédiaires. Katrin Garfoot attaque avec Mayuko Hagiwara. Elles sont reprises et Emilia Fahlin contre. À dix kilomètres de l'arrivée, Tone Lima et Emily Roper tentent également leur chance. Une chute a lieu sous la flamme rouge. Au sprint, Charlotte Becker lance pour Giorgia Bronzini. Elle est dépassée par Kirsten Wild et Elena Cecchini.

## Classements

### Classement final
| \| Classement général \| Classement général \| Classement général \| Classement général \| Classement général \| \| Coureuse \| Coureuse \| Pays \| Équipe \| Temps \| \| ------------------ \| ---------------------- \| ------------------ \| ---------------------- \| ------------------ \| \| 1re \| Kirsten Wild \| Pays-Bas \| Giant-Shimano \| 3 h 16 min 44 s \| \| 2e \| Elena Cecchini \| Italie \| Estado de México-Faren \| + 0 s \| \| 3e \| Giorgia Bronzini \| Italie \| Wiggle Honda \| + 0 s \| \| 4e \| Emilie Moberg \| Norvège \| Hitec Products \| + 0 s \| \| 5e \| Melissa Hoskins \| Australie \| Orica-AIS \| + 0 s \| \| 6e \| Shelley Olds \| États-Unis \| Alé Cipollini \| + 0 s \| \| 7e \| Charlotte Becker \| Allemagne \| Wiggle Honda \| + 0 s \| \| 8e \| Anna Trevisi \| Italie \| Estado de México-Faren \| + 0 s \| \| 9e \| Annalisa Cucinotta \| Italie \| Servetto Footon \| + 0 s \| \| 10e \| Cecilie Gotaas Johnsen \| Norvège \| Hitec Products \| + 0 s \| |                        |            |                        |                 |
| |                        |            |                        |                 |
| Source : Cycling Quotient |                        |            |                        |                 |
| Classement général |                        |            |                        |                 |
| Coureuse | Coureuse               | Pays       | Équipe                 | Temps           |
| 1re | Kirsten Wild           | Pays-Bas   | Giant-Shimano          | 3 h 16 min 44 s |
| 2e | Elena Cecchini         | Italie     | Estado de México-Faren | + 0 s           |
| 3e | Giorgia Bronzini       | Italie     | Wiggle Honda           | + 0 s           |
| 4e | Emilie Moberg          | Norvège    | Hitec Products         | + 0 s           |
| 5e | Melissa Hoskins        | Australie  | Orica-AIS              | + 0 s           |
| 6e | Shelley Olds           | États-Unis | Alé Cipollini          | + 0 s           |
| 7e | Charlotte Becker       | Allemagne  | Wiggle Honda           | + 0 s           |
| 8e | Anna Trevisi           | Italie     | Estado de México-Faren | + 0 s           |
| 9e | Annalisa Cucinotta     | Italie     | Servetto Footon        | + 0 s           |
| 10e | Cecilie Gotaas Johnsen | Norvège    | Hitec Products         | + 0 s           |

### Points attribués
| Position           | 1er | 2e  | 3e | 4e | 5e | 6e | 7e | 8e | 9e | 10e | 11e | 12e | 13e | 14e | 15e | 16e | 17e | 18e | 19e | 20e |
| Classement général | 120 | 100 | 85 | 70 | 60 | 50 | 40 | 35 | 30 | 25  | 20  | 18  | 16  | 14  | 12  | 10  | 8   | 6   | 4   | 2   |